# Iamuna (diosa)
Iamuna es una diosa hindú.
- yamunā, en el sistema AITS (alfabeto internacional para la transliteración del sánscrito).
- यमुना, en escritura devanagari del sánscrito.
- Pronunciación: /iamúna/.[1]
- Etimología: ‘gemela’, siendo iamáka o iáma: ‘hermano gemelo’.[1]

En el Jari Vamsha (siglo II a. C.) y el Markandeia-purana se convirtió a la antigua diosa Iamí ―que aparece ya en el Rig-veda (el texto más antiguo de las escrituras de la India, de mediados del II milenio a. C.)― en la diosa Iamuna, personificación del río Yamuna.
De acuerdo con la leyenda, la diosa Iamí era la hermana gemela del dios hindú de la muerte, el dios Iama, hijos del dios del sol Suria. 
Los hinduistas consideran que el Iamuna (llamado Jumna ―/shamna/― en inglés) es, después del río Ganges, el río más sagrado de la India.
En cambio los krisnaístas (adoradores del dios Krisná) creen que «cuando el Ganges se santifica mil veces, se llama Iamuna».
Según el Majábharata y el Bhágavata Puraná, el dios Krisná pasó su infancia en Vrindavan, a orillas de este río.

## Iconografía
La diosa Yamuna aparece frecuentemente representada en los templos hinduistas. Generalmente se le representa como un personaje femenino montado sobre una tortuga, acompañada por una o dos sirvientes que portan una sombrilla. Su representación suele aparecer en las puertas de entrada a los templos, junto a la diosa del Ganges. Su presencia simbólica sirve para que el fiel que cruza el umbral de la puerta quede purificado.

## Otras Iamunas
También se llama Iamuna la hija del muni (sabio) Matamga, según el Katha Sarit Sagara.